# Lorenzo Ebecilio
Lorenzo Ebecilio (Hoorn, 24 de setembro de 1991) é um futebolista neerlandês que atua como atacante. Atualmente, joga pelo APOEL Nicosia.